# Indianapolis
Indianapolis (pronuncia /ˌɪndi.əˈnæpəlᵻs/, informalmente anche Indy) è una città-contea consolidata degli Stati Uniti d'America, capoluogo della contea di Marion, e capitale dello Stato dell'Indiana. La popolazione era di 872 680 abitanti al censimento del 2018, il che la rende la città più popolosa dello stato e la 13ª città più popolosa della nazione. Gli abitanti di Indianapolis vengono chiamati Indianapolitan.

## Geografia fisica

### Territorio
La superficie totale di Indianapolis è di 953,5 km², dei quali 936,2 km² sono terra e 17,3 km² acqua.

### Clima

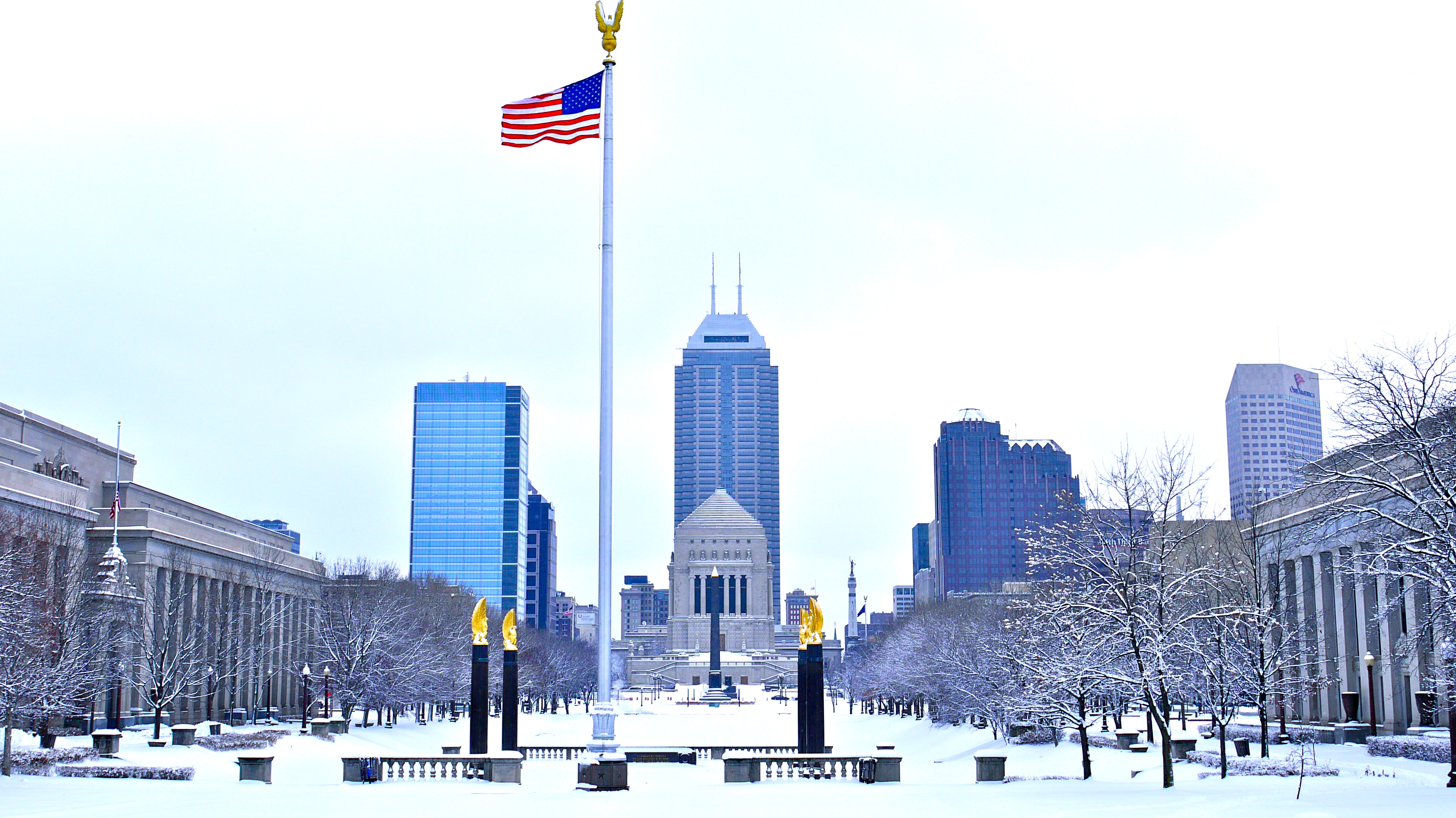
Downtown di Indianapolis innevato.

Indianapolis ha un clima continentale, con estati calde e inverni freddi.
Le temperature sono molto piacevoli in autunno, attestandosi intorno ai 18°. L'estate può essere molto calda, con tempo umido. I mesi più caldi sono luglio e agosto, le temperature sono intorno ai 31°. I mesi invernali di dicembre, gennaio e febbraio sono i più freddi dell'anno e le temperature scendono sotto lo zero. Inoltre ci sono nevicate soprattutto nei mesi di gennaio e febbraio. La nevicata media annuale è di 58 centimetri.
La piovosità media annua è di 102 cm.

## Storia
I nativi americani che vivevano nella zona compresa in origine le tribù Miami e Lenape (o Delaware) furono sfollati dalla zona a cominciare dal 1820.
Indianapolis fu scelta come sede della nuova capitale dello stato nel 1820, sostituendo la precedente Corydon, nominata capitale fin dalla formazione dello stato dell'Indiana nel 1816. Mentre la maggior parte delle capitali americane tendono ad essere situate nella regione più importante dei loro rispettivi Stati, Indianapolis è la capitale più vicina al centro geografico esatto del suo stato. È stata fondata sul White River a causa del presupposto errato che il fiume sarebbe servito come un'importante arteria di trasporto. Tuttavia, il corso d'acqua alla fine si è rivelato troppo sabbioso per il commercio.
Jeremiah Sullivan, un giudice della Corte Suprema dell'Indiana, inventò il nome Indianapolis unendo con Indiana con la parola greca polis, che significa "città": letteralmente, dunque, Indianapolis è la "Città dell'Indiana". Lo stato commissionò Alexander Ralston per progettare la nuova capitale. Ralston era un apprendista dell'architetto francese Pierre L'Enfant, con cui aveva contribuito a progettare Washington. Il piano originale di Ralston per Indianapolis prevedeva una città di un solo miglio quadrato (circa 3 km²). Al centro della città fu posto il Circolo del Governatore, un grande bene comune circolare che doveva essere il sito del palazzo del governatore. La capitale si trasferì da Corydon il 10 gennaio 1825. Il palazzo del governatore fu infine demolito nel 1857 e al suo posto sorge oggi un monumento neoclassico in bronzo e calcare alto 87 metri (284 piedi), chiamato The Indiana Soldiers' and Sailors' Monument. La strada circostante è ora conosciuta come Monument Circle o semplicemente "The Circle". L'attuale sede del governo, il Campidoglio, fu costruita nel 1878.
La città si trova sull'originaria ferrovia nazionale est-ovest. La prima ferrovia a servire Indianapolis, la cosiddetta Jeffersonville, Madison and Indianapolis Railroad, entrò in funzione il 1º ottobre 1847 e successivi collegamenti ferroviari resero possibile la crescita espansiva della rete di trasporti e della città. Indianapolis è stata la sede della prima Union Station, una stazione con binari gestiti da due diverse compagnie ferroviarie. Entro la fine del XIX secolo, Indianapolis era già diventata un grande produttrice di automobili, rivaleggiando con pionieri del settore del calibro di Detroit. Con strade che portano fuori dalla città in tutte le direzioni, Indianapolis è diventata un importante nodo di trasporto regionale che collega a Chicago, Louisville, Cincinnati, Columbus, Detroit, Cleveland e St. Louis. A tal proposito, si addice alla capitale il soprannome di The Crossroads of America ("Il crocevia dell'America").
Una rivitalizzazione delle aree degradate della città, come ad esempio Fall Creek Place e il centro di Indianapolis, ha avuto inizio nel 1980 ed ha portato ad un'accelerazione della crescita ai margini dell'area metropolitana. Le aperture di RCA Dome, Circle Centre e l'Indianapolis Artsgarden hanno rivitalizzato il quartiere centrale degli affari. La città ha ospitato i Giochi panamericani nel 1987 e, insieme allo stato, ha investito pesantemente in progetti di miglioramento, come l'espansione della Indiana Convention Center, l'aggiornamento della tangenziale della I-465 e la costruzione di un nuovo terminal aeroportuale per l'Aeroporto internazionale di Indianapolis.

## Monumenti e luoghi d'interesse

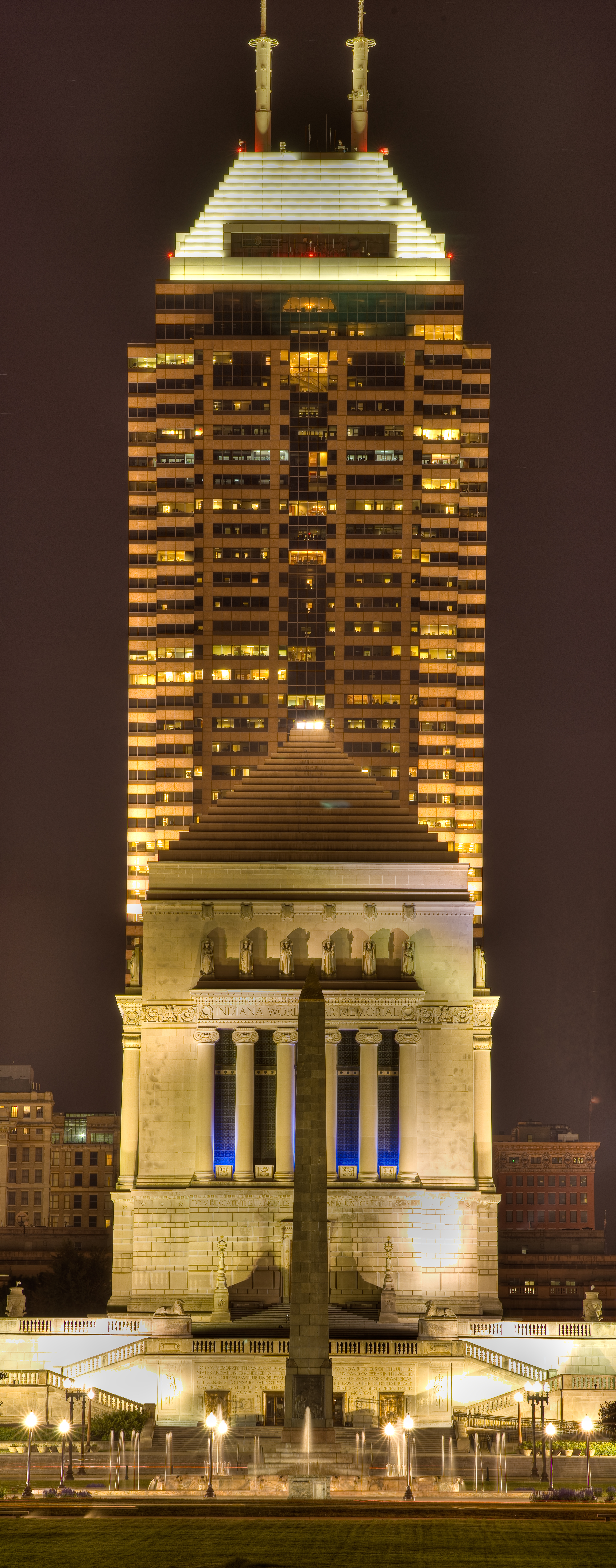
Chase Tower, alto alle antenne, è l'edificio più alto della città.

Monument Circle: è nel centro della città. È una rotatoria all'incrocio tra Meridian e la strada dei mercati ed è il Monumento dedicato ai soldati e ai marinai (il Monument Circle è raffigurato nella bandiera della città ed è generalmente considerato come un simbolo della città). Questo monumento è all'ombra del grattacielo più alto dell’Indiana (Chase Tower).
Il Monumento alla Guerra: situato all'incrocio tra Meridian e Vermout, è stato costruito in memoria dei soldati indiani, che hanno combattuto e sono morti nella prima guerra mondiale. La costruzione è stata interrotta a causa della Grande Depressione e poi completata nel 1951, anche se il suo scopo originario è stato modificato, per includere tutte le guerre americane in cui hanno combattuto gli indiani.
Il monumento ricorda il Mausoleo di Alicarnasso. La sua altezza è di 64 m, che lo rende più alto del Mausoleo originale.
A Indianapolis si trova il nuovo AT&T Building.

## Società

### Evoluzione demografica
Secondo il censimento del 2010, la popolazione era di 820 445 abitanti.
In base agli ultimi dati del 2018, la popolazione della città risultava di 872 680 abitanti.

### Etnie e minoranze straniere
Secondo il censimento del 2010, la composizione etnica della città era formata dal 61,80% di bianchi, il 27,47% di afroamericani, lo 0,32% di nativi americani, il 2,10% di asiatici, lo 0,05% di oceaniani, il 5,46% di altre razze, e il 2,81% di due o più etnie. Ispanici o latinos di qualunque razza erano il 9,43% della popolazione.

## Cultura

### Istruzione

#### Biblioteche
I servizi della biblioteca pubblica sono forniti ai cittadini di Indianapolis e della contea di Marion dalla Biblioteca Pubblica di Indianapolis. L'istituzione educativa e culturale, fondata nel 1873, è attualmente composta da una biblioteca principale, Biblioteca Centrale, situata nel centro di Indianapolis, e 22 filiali dislocate in tutta la città. Nel 2006 servì oltre 5 430 000 visitatori, la sua missione è quella di fornire "materiali e programmi a sostegno della formazione permanente, interessi ricreativi ed economici di tutti i cittadini della contea di Marion."

#### Scuole
Indianapolis ha undici distretti scolastici pubblici unificati, ognuno dei quali fornisce servizi di istruzione primaria, secondaria e ad adulti all'interno dei suoi confini. Indianapolis Public Schools, è ancora la più grande società di scuole in Indiana.
Le scuole private gestite dalle arcidiocesi di Indianapolis sono Bishop Chatard, Roncalli, cardinale Ritter, e Scecina. Altre scuole private includono Brebeuf Jesuit, Park Tudor, la Cattedrale e il patrimonio cristiano.

#### Musei
- Indianapolis Museum of Art
- Museo dei bambini di Indianapolis
- Indiana State Museum
- Indiana State Police Museum
- Indianapolis Art Center
- Indianapolis Artsgarden

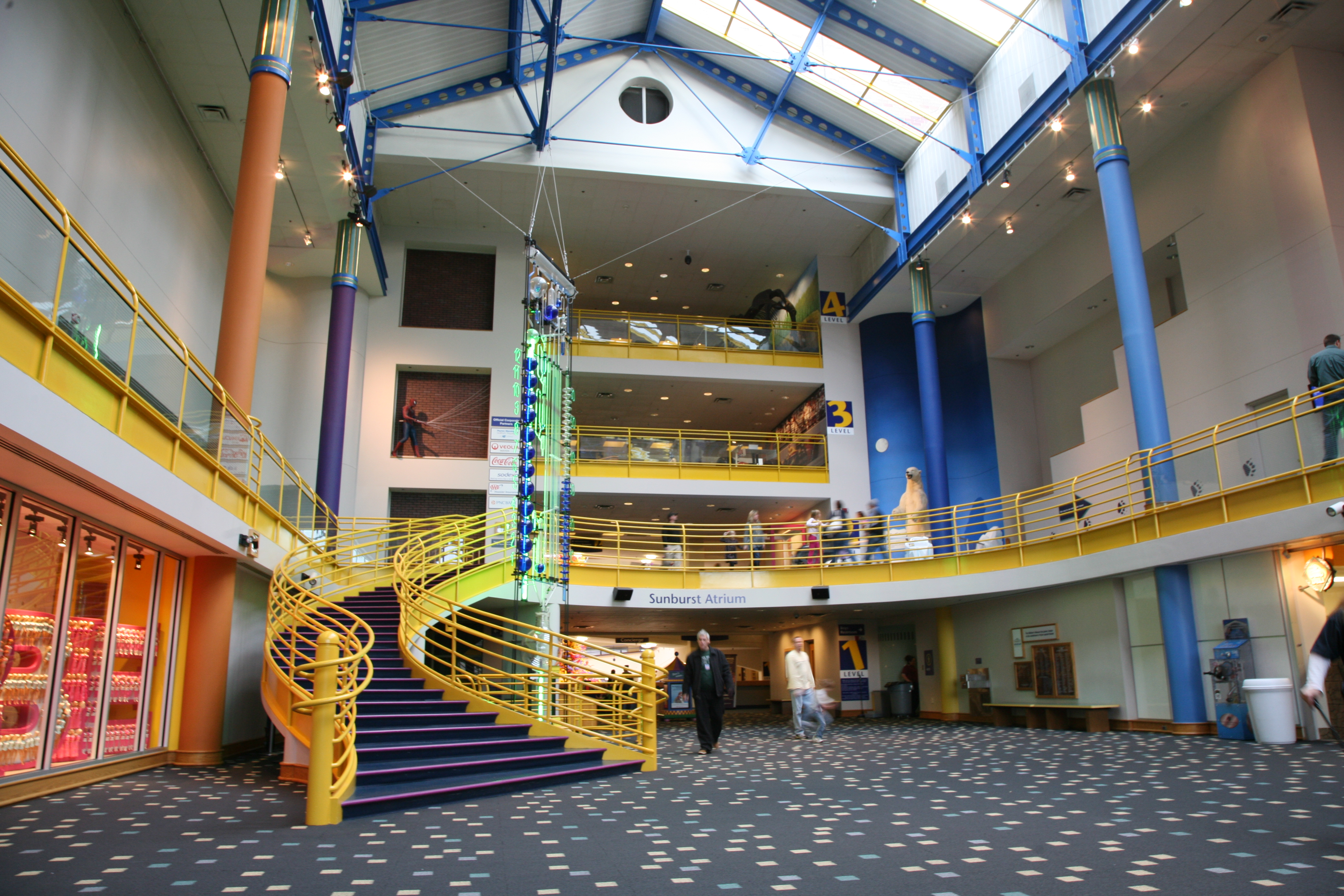
Museo dei bambini.

- Indianapolis Museum of Contemporary Art
- Herron School of Art
- NCAA Hall of Champions
- Indianapolis Motor Speedway Hall of Fame Museum
- National Art Museum of Sport
- Colonel Eli Lilly Civil War Museum
- Eiteljorg Museum of American Indians and Western Art
- James Whitcomb Riley Museum Home
- Conner Prairie
- Indiana Historical Society
- Indiana Medical History Museum
- Kurt Vonnegut Memorial Library
- Dean Johnson Gallery

### Media

#### Stampa
Il quotidiano della città è The Indianapolis Star, fondato nel 1903 e vincitore di due premi Pulitzer per il miglior giornalismo investigativo.

### Musica
All'inizio del 1999 la città divenne ospite del Festival Jazz Indy. Si tratta di un evento di tre giorni tenutosi al Military Park vicino al canale. Tra le celebrità che hanno partecipato ci sono: B.B. King, Aretha Franklin, Bruce Hornsby, Béla Fleck and the Flecktones, Kool & the Gang, Ray Charles, The Temptations, Dave Brubeck, Emmylou Harris, Chris Isaak, Jonny Lang, Norah Jones.

## Economia
I principali settori industriali a Indianapolis sono l'industria manifatturiera, la sanità e i servizi sociali, e il commercio. In città hanno il quartier generale due importanti multinazionali, la Eli Lilly e Co, azienda farmaceutica e la Anthem, assicurazione sanitaria. 
Il principale socio della Eli Lilly e Co è la Lilly Endowment una delle più grandi fondazioni filantropiche del mondo creata dalla famiglia Lilly con un patrimonio attuale di circa 10 miliardi di dollari (2014). Il focus geografico primario degli investimenti della fondazione è Indianapolis e l'Indiana. Le tre aree principali di investimento della fondazione sono: sviluppo della comunità locale, educazione, sviluppo della religione cristiana.
Rispetto all'Indiana nel suo complesso, l'area metropolitana di Indianapolis ha una percentuale più bassa di posti di lavoro nell'industria manifatturiera e una maggiore concentrazione di posti di lavoro nel commercio al dettaglio e all'ingrosso; nella pubblica amministrazione, servizi di supporto al cittadino, gestione dei rifiuti; servizi professionali, scientifici e tecnici; nei trasporti e nella logistica.

### Turismo
Indianapolis ha un vasto sistema di parchi urbani con quasi 200 parchi che occupano più di 10 000 acri (40 km²). Il fiore all'occhiello, Eagle Creek Park è il più grande parco comunale della città, e si colloca tra i più grandi parchi urbani degli Stati Uniti.
Altri importanti parchi regionali a Indianapolis sono:
- Garfield Park (Fondata nel 1881, è il più antico parco della città di Indianapolis)
- Riverside Park
- Sahm Park
- Southeastway Park
- Southwestway Park
- White River State Park

Inoltre, Indianapolis, dispone di un programma forestale urbano che è riconosciuto per gli standard USA del National Arbor Day Foundation Tree City.
Inaugurato nel 1988, lo zoo di Indianapolis è il più grande zoo di Stato, e si trova a ovest del centro di White River State Park. Esso dispone di 360 specie di animali, ed è noto per la sua mostra del delfino.

## Amministrazione

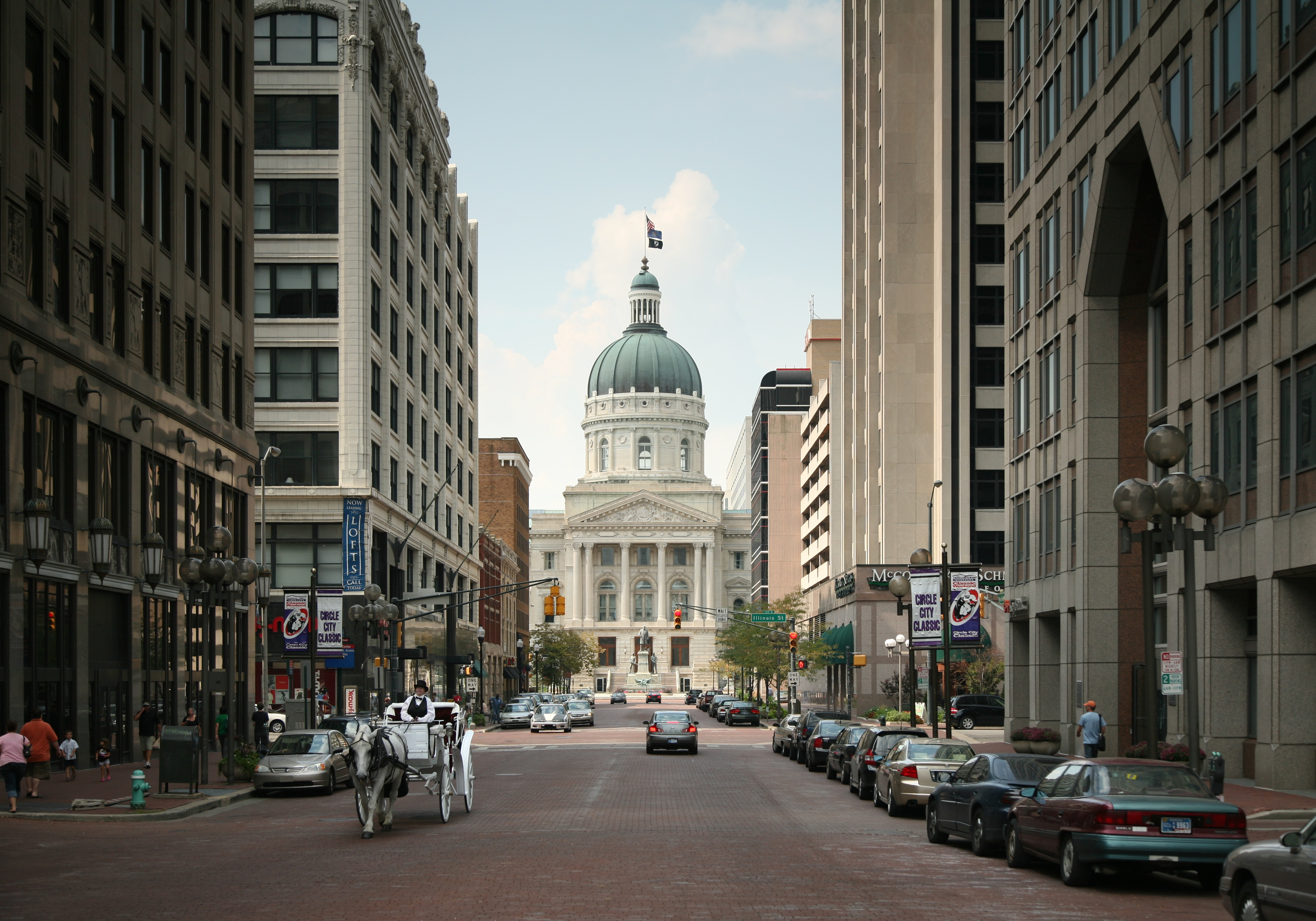
Il Campidoglio visto da Market Street.

### Gemellaggi
- Campinas, dal 2009
- Colonia, dal 1988
- Monza, dal 1993
- Northamptonshire, dal 2009
- Onitsha, dal 2017
- Pirano, dal 2001
- Taipei, dal 1978

Rapporti d'amicizia
- Hangzhou, dal 2009
- Hyderabad, dal 2010

## Infrastrutture e trasporti

### Strade
Ci sono 6 interstatali che passano per Indianapolis la I-70, I-74, I-65, I-69, I-465 e la interstatale 865.

### Ferrovie
La città è servita dalla stazione di Indianapolis Union, ideata nel 1848; fu la prima union station (stazione operata da più di una compagnia ferroviaria) operativa al mondo.

### Aeroporti

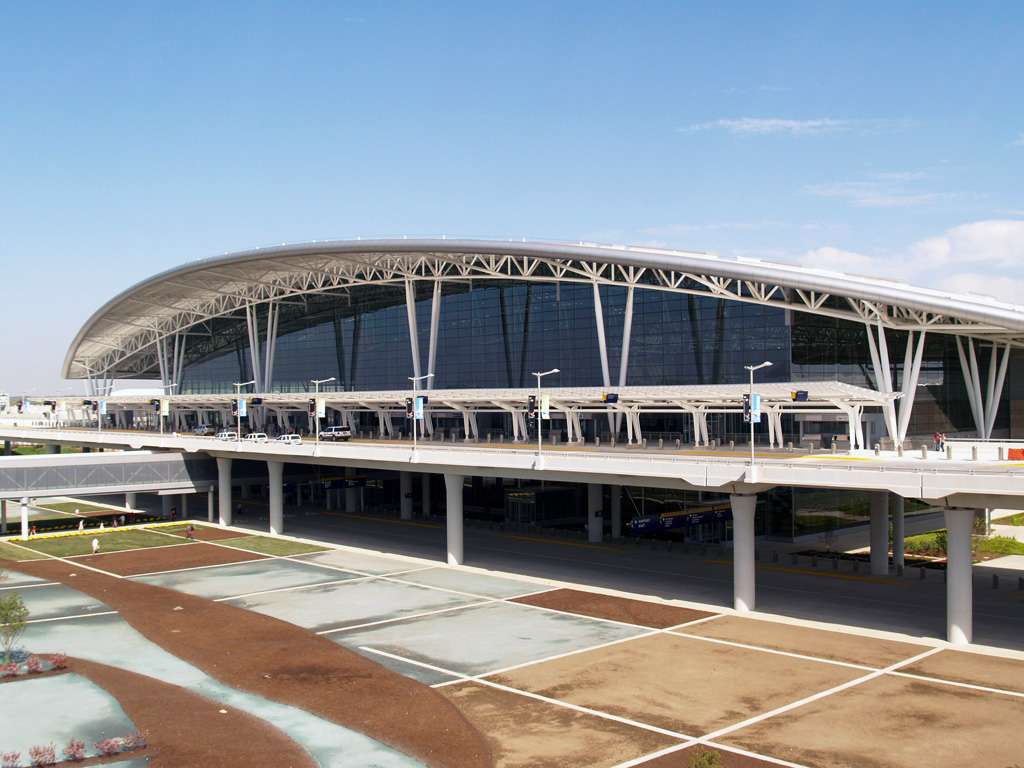
Aeroporto internazionale di Indianapolis.

La città è servita dall'Aeroporto internazionale di Indianapolis.

## Sport

### Calcio
La squadra calcistica di Indianapolis è la Indy Eleven, che milita nella USL Championship, la seconda serie statunitense.

### Football americano
Nella NFL militano gli Indianapolis Colts, che giocano al Lucas Oil Stadium e hanno in albo d'oro 2 Super Bowl.

### Pallacanestro

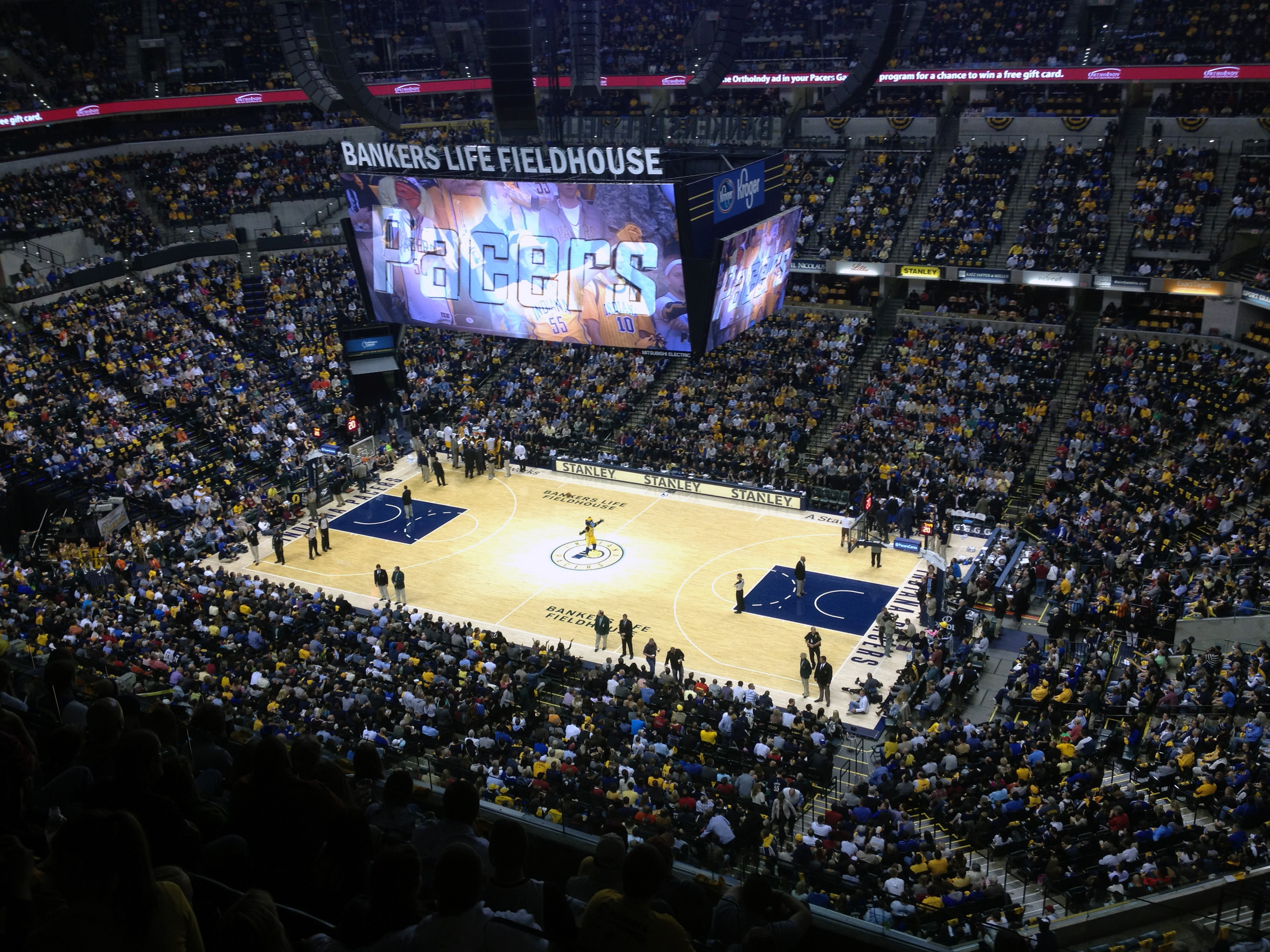
Gainbridge Fieldhouse.

La città è rappresentata nella NBA dagli Indiana Pacers, mai vincitori del titolo NBA e finalisti in un'occasione, nella stagione 1999-2000. Nella lega basket femminile americana, Indianapolis è difesa dagli Indiana Fever. Entrambe le squadre giocano alla Gainbridge Fieldhouse.

### Baseball
Indianapolis Indians sono una squadra della Minor League Baseball della International League e l'affiliata Triple-A dei Pittsburgh Pirates Giocano le partite casalinghe al Victory Field

### Motori
Il comune di Speedway, enclave di Indianapolis, ospita l'Indianapolis Motor Speedway, l'autodromo più importante degli USA e uno dei più importanti del mondo, tanto da essere definito the racing capital of the world. Sul circuito si tiene annualmente la 500 miglia di Indianapolis, una delle gare più famose e importanti del mondo, un'altra gara del campionato IndyCar, chiamata Indianapolis GP e tenuta sul circuito interno Road course, e una tappa a testa dei campionati NASCAR, Grand-Am e Xfinity series. Al circuito si sono tenuti anche 8 Gran Premi degli Stati Uniti d'America di F1 (dal 2000 al 2007) e 8 Gran Premi motociclistici di Indianapolis (dal 2008 al 2015), oltre a decine di altri eventi.